# Instituto Max Planck de Física
O Instituto Max Planck de Física (em alemão:  Max-Planck-Institut für Physik (MPP)) é um centro de pesquisa não universitário patrocinado pela Sociedade Max Planck, localizado no distrito Freimann de Munique. O instituto realiza principalmente pesquisas básicas no campo das ciências naturais nas especialidades da física de partículas experimental e teórica, com conexões com astrofísica, cosmologia e física de múltiplas partículas. O nome completo do instituto é Max-Planck-Institut für Physik (Werner-Heisenberg-Institut).

## História
O instituto foi fundado em 1 de outubro de 1917 como Kaiser-Wilhelm-Institut für Physik em Berlim, tendo Albert Einstein como presidente de um conselho de diretores composto por Fritz Haber, Walther Nernst e Max Planck. Quando foi fundado o instituto não tinha prédio nem funcionários próprios. Inicialmente, havia apenas um conselho de curadores que ajudava a administrar um orçamento para apoiar trabalhos de pesquisas experimentais e, posteriormente, teóricos, realizados em outros institutos.
O plano de 1929 de Max von Laue, vice-diretor desde 1922, de criar um instituto de física teórica não foi implementado. Depois que Einstein renunciou em 1933, a Fundação Rockefeller combinou em 1935 com o governo da Alemanha Nazista em estabelecer um instituto em Berlin-Dahlem. Em 1938 foi inaugurado o edifício do Kaiser-Wilhelm-Institut für Physik, sendo equipado com equipamentos modernos para física nuclear e de baixa temperatura. Quando o projeto de energia nuclear alemão começou a ser estabelecido em 1940 , o diretor holandês Peter Debye deixou o instituto e emigrou para os Estados Unidos.
Em julho de 1942 Werner Heisenberg foi nomeado diretor. Heisenberg expandiu o programa de pesquisa para incluir raios cósmicos e física de partículas elementares. Durante a Segunda Guerra Mundial o instituto foi parcialmente evacuado para Hechingen em 1943. Pouco antes do fim da guerra em 1945, Heisenberg estava prestes a colocar um Reator nuclear em condição crítica pela primeira vez com o Forschungsreaktor Haigerloch.
Os equipamentos do Instituto Dahlem foi desmontado após o fim da guerra e levado para a União Soviética como compensação de guerra. Heisenberg, von Laue e vários de seus funcionários tornaram-se prisioneiros de guerra britânicos e foram internados em Farm Hall como parte da Operação Epsilon. Heisenberg e von Laue retornaram a Göttingen já em 1946, onde foram autorizados a reabrir seu instituto com o nome de Max-Planck-Institut für Physik. O programa de pesquisa incluiu física de raios cósmicos, física de partículas elementares, subáreas da física nuclear, astrofísica e física de plasma.

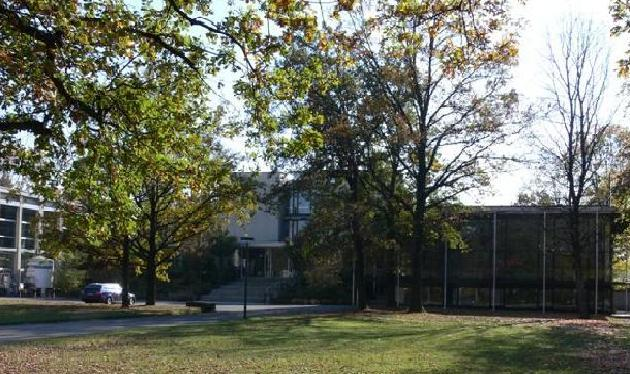
Vista externa do Instituto Max Planck de Física com sala de montagem (esquerda) e sala de aula (direita)

Em 1958 o instituto foi transferido para sua localização atual no norte de Munique e expandido para se tornar o Max-Planck-Institut für Physik und Astrophysik, com Werner Heisenberg e Ludwig Biermann como codiretores. O prédio do instituto foi construído de acordo com os planos do arquiteto Sep Ruf. Os institutos subsidiários Instituto Max Planck de Física do Plasma e Instituto Max Planck de Física Extraterrestre surgiram do instituto em 1960 e 1963, respectivamente. Ambos os institutos foram localizados em Garching, perto de Munique. Em 1979 a seção de "Astrofísica" também foi transferida para Garching. Em abril de 1991 o MPI de Física e Astrofísica foi dividido em três Institutos Max Planck independentes: o Instituto Max Planck de Física, o Instituto Max Planck de Astrofísica e Instituto Max Planck de Física Extraterrestre.
Os planos atuais incluem uma mudança para o campus do Instituto Max Planck de Física do Plasma em Garching devido às reformas estruturais necessárias no edifício existente. A mudança está prevista para 2022. O projeto do novo edifício é do escritório de arquitetura Brechensbauer Weinhart + Partner Architekten de Munique. Na mudança, cerca de 350 empregos serão realocados. Isso reuniria o instituto pai com seus institutos subsidiários em um campus. O atual conselho de administração (em 2019) consiste em Siegfried Bethke, Allen Caldwell, Gia Dvali (também Dwali), Johannes Henn, Dieter Lüst, Masahiro Teshima e Giulia Zanderighi.

## Diretores
Desde a aposentadoria de Werner Heisenberg no final de 1970, o instituto é dirigido por um conselho de diretores. Léon Van Hove, Hans-Peter Dürr, Norbert Schmitz, Ulrich Stierlin, Gerd Buschhorn, Leo Stodolsky, Wolfhart Zimmermann, Julius Wess, Friedrich Dydak, Volker Soergel foram os diretores do instituto.
O atual conselho de administração (situação em 2019) consiste em Siegfried Bethke, Allen Caldwell, Gia Dwali, Johannes Henn, Dieter Lüst, Masahiro Teshima e Giulia Zanderighi.